# نداء مصر
نداء مصر هو تحالف انتخابي في مصر شارك في الانتخابات البرلمانية المصرية لعام 2015. اتهم الائتلاف حزب النور بالتعاون مع رجل الأعمال في عهد الحزب الوطني الديمقراطي أحمد عز في الفترة التي سبقت الانتخابات البرلمانية المصرية 2015، على الرغم من أن حزب النور نفى هذا الادعاء. قرر حزب الحرس الثوري، بعد انضمامه مبدئيًا إلى التحالف في فبراير 2015، الترشح للانتخابات بمفرده. يُنظر إلى التحالف على أنه داعم للرئيس الحالي عبد الفتاح السيسي.

## الأطراف التابعة
- حزب حقوق الإنسان والمواطنة
- حزب نحن الشعب[1]
- حزب الثورة المصرية[6]
- الحزب المستقل الجديد[7]
- الحزب العربي للعدل والمساواة
- حزب حماة الوطن[8]